# Spencer Mathews King
Spencer Mathews King (* 11. August 1917 in San Juan, Puerto Rico; † 20. Januar 1988 in Washington, D.C.) war ein US-amerikanischer Diplomat. Er amtierte als Botschafter der Vereinigten Staaten in Guyana.

## Werdegang
Der in Puerto Rico geborene Spencer King erwarb 1940 den Abschluss als Bachelor of Arts an der Yale University. Danach diente er während des Zweiten Weltkrieges in der US Army und stieg während seines von 1941 bis 1946 dauernden Dienstes bis zum Major auf. Für seine Leistungen im Pazifikkrieg wurde er mit dem Silver Star ausgezeichnet.
Nach seiner Rückkehr in die Vereinigten Staaten trat King in den Auswärtigen Dienst ein. Von 1946 bis 1948 war er an der Botschaft im bolivianischen La Paz als Beauftragter für Wirtschaftsangelegenheiten tätig. Danach fungierte er bis 1951 als Experte für Bolivien im Außenministerium in Washington. Nach einem Fortgeschrittenenkurs in Wirtschaftswissenschaften an der University of Chicago wurde er bis 1954 an der US-Botschaft in Prag als Leiter der Abteilung Politik und Wirtschaft eingesetzt. Von 1954 bis 1955 leitete er den Osteuropabereich beim US-Auslandssender Voice of America. Es folgte eine Verwendung im Außenministerium als Sonderassistent beim Bureau of American Republic Affairs, dem heutigen Bureau of Western Hemisphere Affairs (1955–1957). Bis 1958 besuchte er anschließend das National War College, danach wurde er zum Foreign Service Inspector ernannt.
1962 wurde King stellvertretender Missionschef in der ecuadorianischen Hauptstadt Quito; noch im selben Jahr wechselte er in gleicher Funktion sowie als Geschäftsträger nach Santo Domingo (Dominikanische Republik), wo er bis 1964 blieb, als er den Posten des stellvertretenden Generalinspektors beim Foreign Service Inspection Corps erhielt.
Am 30. April 1969 wurde King, der damals seinen Wohnsitz in Belfast, Maine, hatte, von US-Präsident Richard Nixon zum amerikanischen Botschafter in Guyana ernannt, das zu diesem Zeitpunkt noch ein Commonwealth Realm war. Er übernahm diesen Posten nach der Bestätigung durch den Senat der Vereinigten Staaten am 15. Oktober 1969. Nach der Lösung vom Vereinigten Königreich und der Ausrufung der Republik Guyana musste die Akkreditierung am 23. Februar 1970 erneuert werden. Er verließ Georgetown am 8. März 1974 und nahm danach keine weiteren öffentlichen Ämter mehr ein.
Spencer King wurde am 20. Januar 1988 tot in seinem Auto auf einem Parkplatz in der Bundeshauptstadt Washington aufgefunden. Die Diagnose ergab einen Herzinfarkt. Er wurde auf dem Rock Creek Cemetery in Washington beigesetzt.